# Ngagi Wangpo
| Tibetische Bezeichnung                            |
| ------------------------------------------------- |
| Tibetische Schrift: རིག་འཛིན་ངག་གི་དབང་པོ་            |
| Wylie-Transliteration: rig 'dzin ngag gi dbang po |
| Chinesische Bezeichnung                           |
| Vereinfacht: 阿吉旺波                             |
| Pinyin:Aji Wangbo                                 |

Ngagi Wangpo (tib.: ngag gi wang po; geb. 1580; gest. 1639) war der 3.  Dorje Drag Rigdzin Chenmo.
Das Nyingma-Kloster Dorje Drag wurde von ihm (an einem neuen Standort neu) gegründet.

 
Der Buddhologe John Powers weist darauf hin, dass das Kloster insbesondere mit den als Nördliche Schätze bekannten Terma-Lehren verbunden ist, während das Mindrölling-Kloster in Zentraltibet stark mit der Übertragung und Ausbreitung der von Nyang Ral Nyima Öser und Chögyi Wangchug entdeckten Früheren und Späteren Schätze (gter kha gong 'og) verbunden ist: 

„Many of the lineages of Nyingma are based on particular terma. […] Dorjé Drak Monastery in central Tibet (founded by Rikdzin Ngagi Ongpo [...]) is particularly associated with the terma teachings known as the “northern treasures”.“